# نئوپتولموس
نئوپتولموس (به یونانی: Νεοπτόλημος) در اسطوره‌های یونان، پسر آشیل و دیدامیا است.
او پورهوس  به معنای «مو سرخ» نیز نامیده می‌شد. در جنگ تروا شرکت داشت و پریاموس پادشاه تروآ را کشت و پولوکسنا را بر مزار پدر قربانی کرد. پس از جنگ آندروماخه بیوه هکتور را به عنوان پاداش گرفت. سرانجام در معبد دلفی به دست اورستس کشته شد.
در آخرین سال جنگ ترآ، قهرمان یونانی ادیسه او را به تروا آورد، پس از آن که هلنوس پیشگوی تروا اعلام کرد که بدون کمک یکی از نوادگان آئاکوس که در ساختن دیوارهای آن کمک کرده‌است، نمی‌توان شهر را تصرف کرد. نئوپتولموس، نوه آئاکوس بود. او شجاعانه جنگید و در تصرف تروا شرکت کرد، اما مرتکب هتک حرمت شد که پادشاه سالخورده پریام را در قربانگاه به قتل رساند. او با دختر هلن، هرمیون ازدواج کرد، اما او را به عنوان یک دختر ترک کرد و بیوه صیغه هکتور، آندروماخه را به اسارات و همسری گرفت. او در دلفی به قتل رسید، جایی که برای درخواست از آپولو برای کفاره مرگ آشیل رفته بود.